# Szúri uralkodók listája
Az alábbi lista a rövid ideig létező Szúri Birodalom uralkodóit tartalmazza.

Megjegyzések:
- Az uralkodók hagyományos sorszámozása a delhi uralkodókat követi.
- Az uralkodók nevében a Sáh nem méltóságnév (az a szultán).

| Portré | Uralkodó                               | Uralkodott               | Hindi neve   | Megjegyzés                    |
| ------ | -------------------------------------- | ------------------------ | ------------ | ----------------------------- |
|        | Sér Sáh Szúri * 1486 † 1545. május 22. | 1540–1545 V. 17. V. 22.  | शेर शाह सूरी     |                               |
|        | Iszlám Sáh Szúri † 1553. november 22.  | 1545–1553 V. 26. XI. 22. | इस्लाम शाह सूरी   | Sér Sáh Szúri fia.            |
|        | IV. Firúz Sáh Szúri * 1543 † 1554      | 1553 ????                | फिरोज़ शाह सूरी    | Iszlám Sáh Szúri fia.         |
|        | V. Mohamed Adil Sáh Szúri † 1557       | 1553–1555 ????           | मुहम्मद शाह आदिल | Sér Sáh Szúri unokaöccse.     |
|        | III. Ibrahim Sáh Szúri † 1568          | 1555 ????                | इब्राहिम शाह सूरी  | V. Mohamed Adil Szúri sógora. |
|        | III. Szikander Sáh Szúri † 1559        | 1555 ???? VI. 22.        | सिकंदर शाह सूरी   | V. Mohamed Adil Szúri sógora. |
|        | Adil Sáh Szúri † 1557 áprilisa         | 1555–1556 VI. 22. ????   | आदिल शाह सूरी    | III. Szikander Szúri fivére.  |

## Fordítás
- Ez a szócikk részben vagy egészben  a   Sur Empire című angol Wikipédia-szócikk fordításán alapul.  Az eredeti cikk szerkesztőit annak laptörténete sorolja fel. Ez a jelzés csupán a megfogalmazás eredetét és a szerzői jogokat jelzi, nem szolgál a cikkben szereplő információk forrásmegjelöléseként.